# Van H. Vu
Van Ha Vu, en vietnamien Vũ Hà Văn, (né en 1970 à Hanoï) est un mathématicien vietnamien qui travaille en combinatoire, théorie des nombres et théorie des probabilités. Vu possède aussi la citoyenneté des États-Unis.

## Biographie
Van Ha Vu est fils du poète Vu Quan Phuong. Après des études secondaires à Hanoï, il étudie à partir de 1989 à l'université Loránd Eötvös de Budapest, où il obtient en 1994 le diplôme en mathématiques auprès de Tamás Szőnyi (en). Il continue à l'université Yale, où il obtient en 1998 le Ph. D. sous la supervision de László Lovász (« Embedding, Anti-Hadamard Matrices, Extremal Set Systems and Nibble Method »). En 1998-1999, 2005-2006 et en 2007 il séjourne à l' Institute for Advanced Study, la dernière fois dans le cadre d'un programme spécial de combinatoire arithmétique ; de 1999 à 2001 il est chez Microsoft Research. À partir de 2001, Van Ha Vu est professeur assistant , puis professeur associé (2003) et professeur (2005) à l'université de Californie à San Diego (UCSD). En automne 2005, il devient professeur à l'Université Rutgers, et depuis 2011 il est professeur (Percey F. Smith Professor of Mathematics) à l'université Yale.  Il est également depuis 2009 professeur à l'Institut de mathématiques de Hanoï. En 2006, Van Ha Vu est professeur invité à l'Université Pierre-et-Marie-Curie.

## Travaux
En 2010, Van Ha Vu démontre avec Terence Tao la loi circulaire (en), d'après laquelle les valeurs propres de matrices aléatoires (quand la taille tend vers l'infini, et dont les entrées sont des variables i.i.d.) sont réparties uniformément sur le cercle unité. Ils démontrent le théorème dans le cas de variables aléatoires indépendantes avec même fonction de répartition, d'espérance mathématique nulle et de variance 1/n. Des démonstrations antérieures existaient pour des cas plus particuliers.
Van Vu travaille, en plus des matrices aléatoires, sur d'autres structures aléatoires, comme les graphes, polytopes ou polynômes. Il travaille en théorie additive des nombres et ses liens avec la combinatoire, la « combinatoire additive » ; il est coauteur, avec Tao, d'un livre sur ce sujet, et en « combinatoire probabiliste », un domaine initié par les travaux de Paul Erdös et ses coauteurs dans les années 1950 et 1960, une théorie aux impacts sur la théorie des algorithmes randomisés. 

## Prix et distinctions
- 2002 : Vu est Sloan Fellow et, auparavant Sloan Dissertation Fellow en 1997.
- 2003 : Vu obtient un Career Award de la National Science Foundation (NSF).
- 2008 : Vu est lauréat du prix George Pólya pour ses inégalités sur la concentration de polynômes aléatoires.
- 2012 : Vu est récipiendaire du prix Fulkerson (avec Anders Johansson and Jeff Kahn) pour avoir déterminé[5] le seuil de densité d'arêtes au-delà duquel un  graphe aléatoire peut être couvert par des copies disjointes d'un graphe donné plus petit.
- 2012 : Vu devient fellow de l'American Mathematical Society[6].
- 2014 : Conférencier invité au Congrès international des mathématiciens à Séoul (« Combinatorial Problems in Random Matrix Theory »).

## Publications
- (en) Terence Tao et Van Ha Vu, Additive Combinatorics, Cambridge (GB), Cambridge University Press, coll. « Cambridge Studies in Advanced Mathematics » (no 105), 2006, xviii+512 (ISBN 0-521-85386-9 et 978-0-521-85386-6, DOI 10.1017/CBO9780511755149, MR 2289012, présentation en ligne).